# Sarcophaga romanica
Sarcophaga romanica är en tvåvingeart som beskrevs av Andy Z. Lehrer 1967. Sarcophaga romanica ingår i släktet Sarcophaga och familjen köttflugor.
Artens utbredningsområde är Rumänien. Inga underarter finns listade i Catalogue of Life.